# Miguel Fernández Durán, markiz de Tolosa
Miguel Fernández Durán, markiz de Tolosa (hiszp. Miguel Fernández Durán, marqués de Tolosa) – obraz olejny hiszpańskiego malarza Francisca Goi (1746–1828). Jeden z sześciu portretów dygnitarzy namalowanych przez artystę na zlecenie nowo powstałego Banku Narodowego San Carlos.

## Okoliczności powstania
W latach 1780. kariera Goi jako portrecisty madryckiej arystokracji nabierała tempa. Był wówczas związany z dworem Karola III, a wkrótce miał otrzymać stanowisko nadwornego malarza. Znajomość artysty z Ceánem Bermúdezem zaowocowała ważnym zamówieniem na portrety dygnitarzy powstałego w 1782 Banku Narodowego San Carlos, instytucji finansowej poprzedzającej obecny Bank Hiszpanii. Ceán Bermúdez był sekretarzem banku, a jednocześnie historykiem i kolekcjonerem sztuki, z Goyą łączyła go długoletnia przyjaźń. Za jego wstawiennictwem sześciu z ośmiu bankowych dygnitarzy wybrało Goyę na swojego portrecistę. Obrazy były przeznaczone do dekoracji głównej sali zebrań. W latach 1785–1788 powstały kolejno portrety José de Toro y Zambrano, króla Karola III, Francisca Javiera de Larumbe, markiza de Tolosa, hrabiego de Altamira, i jako ostatni portret Francisca Cabarrusa. Goya otrzymał łącznie 10 000 reali de vellón za portret markiza de Tolosa, hrabiego de Altamira i króla. Wypłaty dokonano 30 stycznia 1787, dlatego najprawdopodobniej portret został wykonany w roku 1786.

## Opis obrazu
Miguel Fernández Durán, markiz de Tolosa był arystokratą związanym z dworem Karola III, gdzie należał do pałacowej klasy mayordomos de semana, osób stale towarzyszących królowi. Goya przedstawił go w półpostaci, lekko obróconego w prawo. Ma na sobie czarny kaftan ozdobiony złotymi haftami, czerwoną kamizelkę oraz koszulę wykończoną koronkami. Strój dopełniają biała peruka, czarny trikorn, który trzyma w ręce i laska. Na piersi widoczny jest wyhaftowany na czerwono krzyż Zakonu Kalatrawy i order ozdobiony brylantami. 
Hafty na stroju markiza zostały namalowane lekkimi pociągnięciami pędzla. Światło koncentruje się na twarzy modela, lekko zaróżowione policzki wskazują na dobre zdrowie. Markiz spogląda wprost na widza, jego spojrzenie wydaje się nieco sceptyczne. 

## Proweniencja
Obrazy namalowane przez Goyę dla Narodowego Banku San Carlos zostały razem z całą instytucją przejęte przez jej następcę – Bank Hiszpanii, gdzie obecnie się znajdują. Cała seria portretów dygnitarzy bankowych była przez wiele lat zapomniana. Obrazy zdeponowane w rzadko używanym pomieszczeniu w dawnej siedzibie banku przy ulicy Atocha (obecnie Departament Długu Publicznego) odnalazł jego prezes, Francisco Belda. Zlecił on analizę bankowej księgowości, gdzie odnaleziono rejestr należności wypłaconych Goi kolejno za wszystkie sześć obrazów. Księgi te pomogły w udokumentowaniu i datowaniu portretów, które udostępniono publiczności po raz pierwszy w 1900, na wystawie poświęconej Goi.